# ミッシング・ガール
『ミッシング・ガール』（原題:Gemini）は2017年に公開されたアメリカ合衆国のスリラー映画である。監督はアーロン・カッツ、主演はローラ・カークが務めた。本作は日本国内で劇場公開されなかったが、Amazonでの配信が行われている。

## 概略
ジル・ルボウはハリウッドの人気女優、ヘザー・アンダーソンの付き人をしていた。ある日、ジルがヘザーの自宅を訪れると、ヘザーは銃で撃たれて亡くなっていた。警察は遺体の第一発見者であるジルを疑っていたが、ヘザーを殺す動機を有する者が他にも数多くいたため捜査は難航することになった。エドワード・アーン刑事が執念で捜査を続ける一方、ジルも独自に事件の真相を追い始めた。

## キャスト
- ローラ・カーク - ジル・ルボウ
- ゾーイ・クラヴィッツ - ヘザー・アンダーソン
- ジョン・チョー - エドワード・アーン刑事
- グレタ・リー - トレイシー
- リッキー・レイク - ヴァネッサ
- ミシェル・フォーブス - ジェイミー
- ネルソン・フランクリン - グレッグ
- リーヴ・カーニー - デヴィン
- ジェシカ・パーカー・ケネディ - シエラ
- ジェームズ・ランソン - スタン

## 製作
2016年6月、アーロン・カッツ監督の新作映画にローラ・カーク、ゾーイ・クラヴィッツ、ジョン・チョーが出演することになったと報じられた。12月、キーガン・デウィットが本作で使用される楽曲を手掛けることになったとの報道があった。

## 公開
2017年3月12日、本作はサウス・バイ・サウスウェストでプレミア上映された。17日、ネオンが本作の全米配給権を購入したと発表した。

## 評価
本作は批評家から好意的に評価されている。映画批評集積サイトのRotten Tomatoesには69件のレビューがあり、批評家支持率は72%、平均点は10点満点で6.3点となっている。サイト側による批評家の見解の要約は「多様な側面を持つネオ・ノワール作品である。『ミッシング・ガール』のプロットは堂々巡りの感はあるが、極めて魅力的なプロットであり、ローラ・カークの演技も印象的である。鮮やかなビジュアルを駆使した殺人ミステリだ。」となっている。また、Metacriticには30件のレビューがあり、加重平均値は71/100となっている。